# Душеполезные песни на каждый день
«Душеполезные песни на каждый день» — совместный проект руководителя хора «Сирин» Андрея Котова, джазового и этнического музыканта-инструменталиста и вокалиста Сергея Старостина, контрабасиста Владимира Волкова и лидера рок-группы «АукцЫон» Леонида Фёдорова.
Презентация альбома состоялась 26 сентября 2008 года в Центральном доме художника в Москве.

## Список композиций
1. Заведу я компанью (5:19)
2. А в лугах (3:47)
3. О человече (4:19)
4. Когда уйду (5:31)
5. Стих о смерти (4:14)
6. Макарий (3:10)
7. Псалом № 1 (4:04)
8. Глубоко (5:26)
9. Отшельник (5:54)
10. Грешный человече (4:51)
11. Куда летишь кукушечка (3:27)

## В записи приняли участие
- Андрей Котов — вокал, колёсная лира, гусли, перкуссия, синтезатор
- Сергей Старостин — вокал, гусли, кларнет, калюка, мянкеле (финский кларнет)
- Владимир Волков — контрабас, виола да гамба
- Леонид Фёдоров — подпевки, гитара, перкуссия, синтезатор